# Biberwier
Biberwier is een gemeente in het district Reutte in de Oostenrijkse deelstaat Tirol.
Biberwier ligt ten zuiden van Lermoos, tussen een berghelling en het berglawinelandschap van de Fernpas. De naam van de gemeente is afgeleid van het Duitse woord voor bevers, Biber, die tot rond 1800 in dit gebied leefden. Inmiddels zijn deze dieren weer, met succes, uitgezet en leeft er nu een kolonie dieren vlak bij het 'Jagdhaus' in het beekje de Loisach, die in deze gemeente ontspringt.
Biberwier ligt op de rand van de Lermooser Moos, een vlakte die vroeger doorkruist werd door de Via Claudia Augusta.

## Geschiedenis
Opgravingen uit de Romeinse tijd hebben laten zien dat het dorp reeds betekenis had als halte op de Via Claudia Augusta. Vanaf de Middeleeuwen tot 1921 was Biberwier het centrum van de mijnbouw in de Außerfern.
Er werd zinkcarbonaat, lood en zink gedolven. Sinds het einde van 2004 is dit mijnbouwgebied opengesteld voor het toerisme.
Sinds 1984 hoeft het doorgaande verkeer dankzij de toen geopende Lermoostunnel het dorp niet langer te doorkruisen. Met het nabijgelegen skigebied Marienbergjoch en de meren Blindsee, Mittersee en Weißensee is de gemeente zowel gericht op het winter- als op het zomertoerisme.

## Afbeeldingen

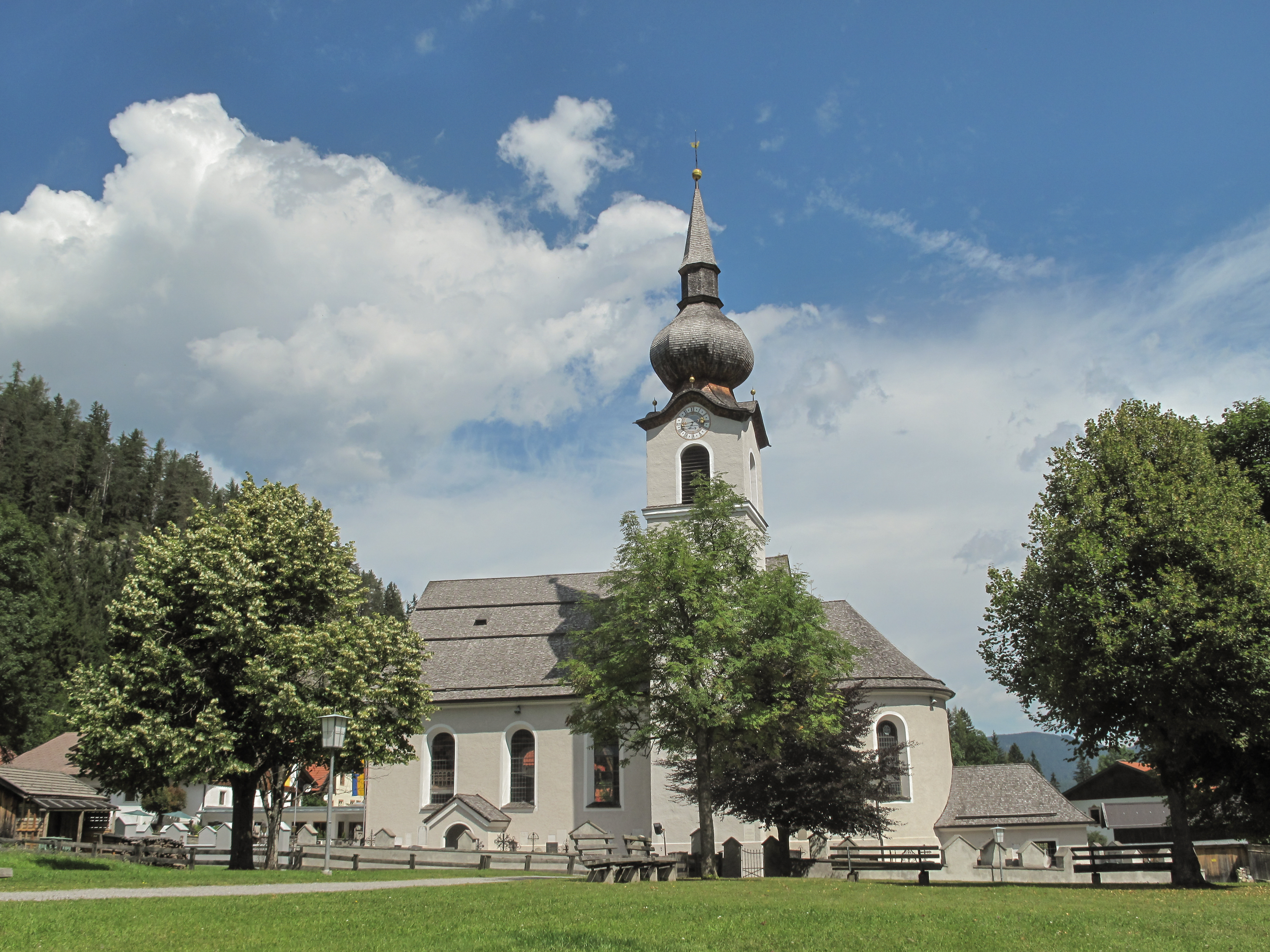
Kerk: Pfarrkriche zum Sankt Josef
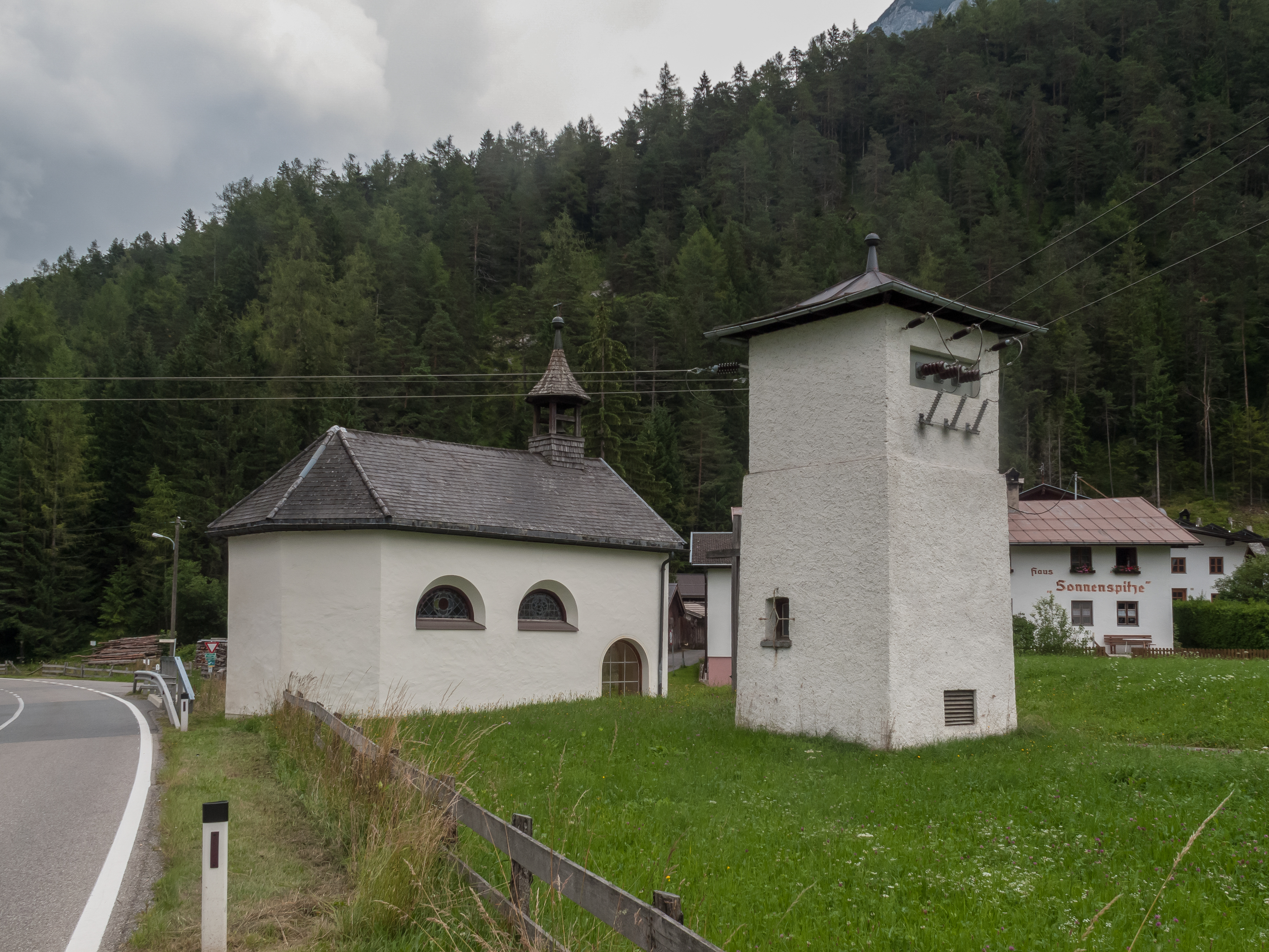
Kapel: Kapelle Mariahilf in der Schmitte
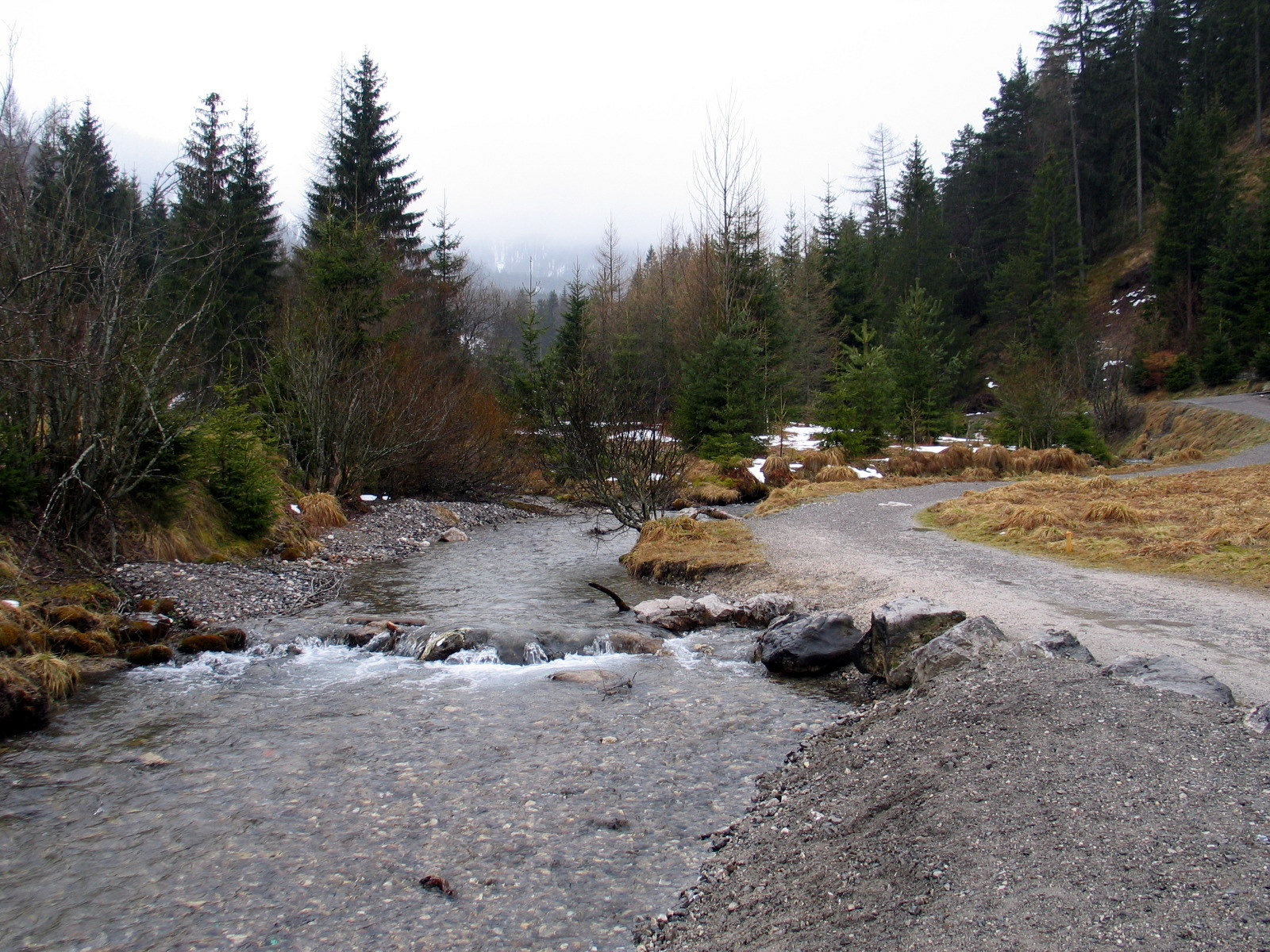
De Loisach in Biberwier
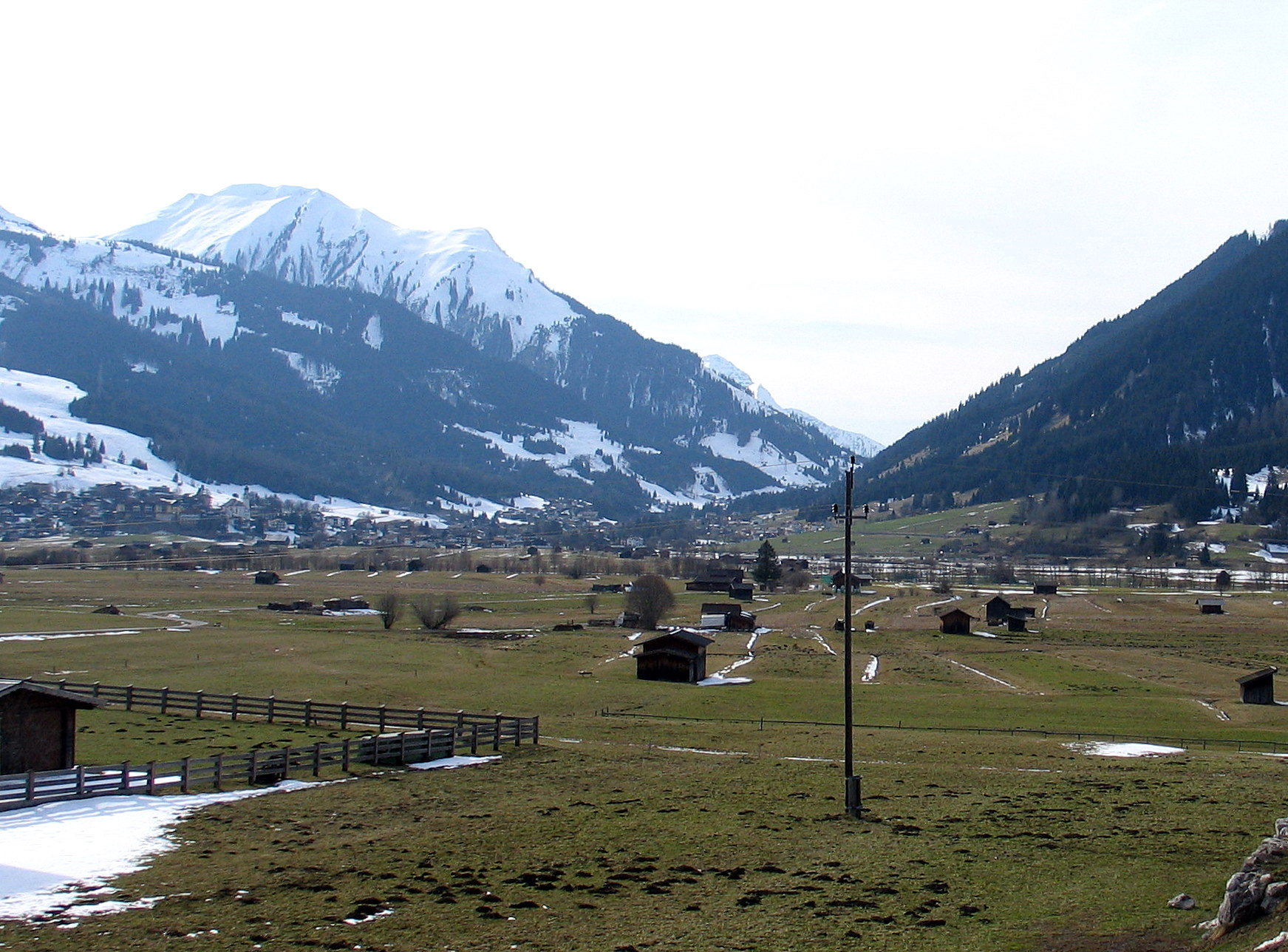
De Lermooser Moos gezien vanaf Ehrwald met links Lermoos